# Yassine Idrissi
Yassine Idrissi (Rabat, 13 de enero de 1984) es un jugador de balonmano marroquí que juega de portero. Es internacional con la selección de balonmano de Marruecos.
Con la selección ganó la medalla de bronce en el Campeonato Africano de Balonmano Masculino de 2006 y en el Campeonato Africano de Balonmano Masculino de 2022. Además, fue nombrado mejor portero del Campeonato Africano de Balonmano Masculino de 2012.

## Palmarés

### Selección nacional
| Campeonato Africano | Campeonato Africano | Campeonato Africano | Campeonato Africano |
| Año                 | Lugar               | Medalla             |                     |
| ------------------- | ------------------- | ------------------- | ------------------- |
| 2006                | Túnez               | Medalla de bronce   |                     |
| 2022                | Egipto              | Medalla de bronce   |                     |
| Juegos Africanos    |                     |                     |                     |
| 2019                | Marruecos           | Medalla de bronce   |                     |

### Campeonatos nacionales
| Título | Club       | País    | Año       |
| ------ | ---------- | ------- | --------- |
| Pro D2 | USAM Nîmes | Francia | 2012-2013 |

Finalista de la liga de los pirineos:2005, 2007
Finalista de la Copa de la Liga de balonmano:2018
Medalla de bronce en la Amir Cup:2022

### Distinciones individuales
| Distinción                                         | Año  |
| -------------------------------------------------- | ---- |
| Mejor portero del Campeonato Africano de Balonmano | 2012 |

## Clubes
- USAM Nîmes (2004-2008)
- US Créteil HB (2008-2009)
- Saint-Cyr Touraine HB (2009-2011)
- USAM Nîmes (2011-2016)
- Fenix Toulouse HB (2016-2019)[2]
- Limoges Hand 87 (2019-2022)
- Al_Rayyan (2022)
- Qadsia SC (2022)
- HBC Cournon-d'Auvergne (2022-2023)
- Mudhar Club (2023-2024)